# بنی یوسف (روستا)
 بنی یوسف  نام دهستانی است در ناحیهٔ (القرع) قضاء العدین در استان اِب در کشور یمن در شبه جزیره عربستان است. 

## جمعیت
جمعیت آن ( ۴۷۵۶ ) نفر (۴۷ خانوار) می‌باشد.

## منبع
- المقحفی، ابراهیم، احمد ، (مُعجَم المُدُن وَالقَبائِل الیَمَنِیَة) ، منشورات دار الحکمة، صنعاء، چاپ پنجم، وانتشار سال ۱۹۸۵ میلادی به (عربی).